# 劉詞 (五代)
刘词（891年—955年），字好谦，五代十国将領，魏州元城县（今河北省大名县）人。开始是后梁杨师厚的部下，以勇猛闻名，累建奇功。后归后唐，随庄宗李存勗征战，官至指挥使。历仕后晋、后汉、後周。在高平之战，不为樊爱能的流言所惑，率领后军驰援，被周世宗器重，常常披甲枕戈而卧，官至永兴军节度使，为朝廷推荐赵普。谥忠惠。